# Cayenneorganist
De cayenneorganist (Euphonia cayennensis) is een zangvogel uit de familie Fringillidae (vinkachtigen).

## Verspreiding en leefgebied
Deze soort komt voor in zuidoostelijk Venezuela, de Guyana's en oostelijk amazonisch Brazilië.